# Falbel
Eine Falbel ist ein in Falten gelegter streifenförmiger Besatz aus Stoff oder Spitze auf Kleidungsstücken oder Wohntextilien. 
Falbeln sind bereits an plastischen Kunstwerken der minoischen Zeit zu erkennen. Auch die Akkader sollen schon Falbeln gekannt haben. In jüngerer Zeit sind Falbeln besonders als Schmuck von Flamencokostümen üblich.
Über den Ursprung der französischen Bezeichnung falbala existiert eine Anekdote: Einem deutschen Fürsten soll im Palais Royal versichert worden sein, hier sei alles nur Erdenkliche zu bekommen. Daraufhin habe er ein Phantasiewort gebraucht und Falbalas gefordert. Eine Modehändlerin habe ihm daraufhin spontan den Gegenstand gereicht, für den es bislang diese Bezeichnung nicht gegeben habe.